# Summoning
Summoning é uma banda austríaca de black metal formada por Protector, Silenius e Trifixion. A maioria das suas letras é influenciada pelas obras de J. R. R. Tolkien. Ao contrário da maioria das bandas de black metal, os temas líricos não são baseados no satanismo ou no anticristianismo (exceto nas primeiras demos e compilações). A banda classifica o seu som como epic black metal.

## História
A banda Summoning foi formada em 1993, ano em que Silenius (Michael Gregor), Protector (Richard Lederer) e Trifixion (Alexander Trondl) se conheceram num bar que costumavam frequentar.
Depois de lançarem duas demos Upon the Viking's Stallion e Anno Mortiri Domini foram contactados por Thomas Tannenberger, que gostou do estilo da banda. Silenius juntou-se temporariamente à banda de Tannenberger, Abigor, como vocalista. Esta banda gravou um álbum com a gravadora Napalm Records. Silenius conseguiu chegar à acordo com esta gravadora e foi assinado um contrato. Nasceu assim o álbum Lugburz.
Depois de gravarem o álbum Lugburz Silenius e Protector expulsaram Trifixion e Protector passou a ocupar-se também da bateria.
Em 1995 Silenius e Protector estiveram envolvidos em inúmeros projetos e ainda lançaram o segundo álbum Minas Morgul.
Em 1996 é apresentado o álbum Dol Guldur que é como uma continuação do álbum anterior. No ano seguinte é lançado o EP Nightshade Forests, que contém músicas não lançadas do álbum Dol Guldur. (exceto a música Habbanan Beneath the Stars). A banda decide dar uma pausa.
Em Maio de 1999 é lançado o quinto álbum da banda Stronghold, que conta com vocais de Tania Borsky.
Em 2001 a banda continua o seu trabalho com o CD Let Mortal Heroes Sing Your Fame, uma combinação entre o princípio da banda (Lugburz)e o seu último trabalho (Nightshade Forests). Os sons do teclado tornaram-se mais épicos e polifónicos e a guitarra mais complexa e melódica. Pela primeira vez a banda usou coros de vocais.
Em 2003 foi lançada a EP Lost Tales (EP), que conta com músicas feitas entre 1996 e 1997. Três anos depois é lançado o álbum Oath Bound.

### 2012
No início do ano de 2012 foi publicado no site oficial da banda a notícia que estão a trabalhar em força para um novo álbum e que está planeado finalizar todo o material até ao fim do ano. Entretanto soube-se que está previsto lançar os álbuns Stronghold e Let Mortal Heroes Sing Your Fame em formato LP.

## Membros
- Protector: guitarrra, vocal, teclado
- Silenius: baixo, vocal, teclado

### Convidados
- Trifixion: bateria no álbum Lugburz
- Pazuzu: vocal no álbum Lugburz
- Tania Borsky: vocal feminino no álbum Stronghold
- Joseph Peña Villarreal: teclados e baixo nos álbuns  'Land of the Dead' e Oath Bound

## Discografia

### Álbuns de estúdio
| Ano  | Título                           | Gravadora      |
| 1995 | Lugburz                          | Napalm Records |
| 1995 | Minas Morgul                     | Napalm Records |
| 1996 | Dol Guldur                       | Napalm Records |
| 1999 | Stronghold                       | Napalm Records |
| 2001 | Let Mortal Heroes Sing Your Fame | Napalm Records |
| 2006 | Oath Bound                       | Napalm Records |
| 2013 | Old Mornings Dawn                | Napalm Records |
| 2018 | With Doom We Come                | Napalm Records |

### EPs
| Ano  | Título             | Gravadora      |
| 1997 | Nightshade Forests | Napalm Records |
| 2003 | Lost Tales         | Napalm Records |

### Demos
| Ano  | Título                   | Gravadora    |
| 1993 | Upon the Viking Stallion | Independente |
| 1994 | Anno Mortiri Domini      | Independente |

### Box
| Ano  | Título                 | Gravadora                  |
| 2007 | Sounds of Middle Earth | Temple of Darkness Records |